# Alec Năstac
Alec Năstac, född den 2 april 1949, är en rumänsk boxare som tog OS-brons i mellanviktsboxning 1976 i Montréal. I semifinalen förlorade Nastac mot Michael Spinks från USA genom walk over.